# جيمس ألسويرث
جيمس ألسويرث (بالإنجليزية: James Ellsworth)‏ هو شخصية أعمال أمريكي، ولد في 13 أكتوبر 1849 في هدسن في الولايات المتحدة، وتوفي في 2 يونيو 1925 في فلورنسا في إيطاليا بسبب ذات الرئة القصبية.